# Supercopa de España femenina de baloncesto 2008
La Supercopa de España femenina de baloncesto 2008 o SuperCopa LF 2008 fue la 6ª edición desde su fundación. Se disputó en el Pabellón Fuente de San Luis de Valencia, Comunidad Valenciana, el día 2 de octubre de 2008, donde el equipo local, el Ros Casares Valencia, conquistó el título por quinta vez en su historia.

## Equipos participantes
Los equipos participantes de acuerdo a los criterios de participación establecidos por la FEB fueron: 
| Equipo               | Clasificación                                        | Participación |
| -------------------- | ---------------------------------------------------- | ------------- |
| Ros Casares Valencia | Campeón de la Liga Femenina y de la Copa de la Reina | 5.ª           |
| CB FEVE San José     | Subcampeón de la Copa de la Reina                    | 1.ª           |

## Árbitros
Los árbitros elegidos para arbitrar la Supercopa fueron:
- Ángel de Lucas de Lucas
- Ricardo Santana Morales

## Final
| 2 de octubre de 2008 | Ros Casares Valencia                                                | 72–50                                | CB FEVE San José                               | Valencia |  |
| 20:30                | Parciales: 14–15, 23–6, 16–15, 19–14                                | Parciales: 14–15, 23–6, 16–15, 19–14 | Parciales: 14–15, 23–6, 16–15, 19–14           | |  |
|                      | Estadísticas de Souza 14 de Souza 10 Palau, Valdemoro 5 de Souza 21 | Reporte Pts Reb Asts Val             | Estadísticas 13 Pérez 8 Murphy 4 Lima 13 Pérez | Pabellón: Pabellón Fuente de San Luis Árbitros: Ángel de Lucas de Lucas, Ricardo Santana Morales Televisión: |  |

### Plantillas
| #            | Jugadora         |
| ------------ | ---------------- |
| 4            | Jana Veselá      |
| 8            | Roneeka Hodges   |
| 9            | Laia Palau       |
| 10           | Elisa Aguilar    |
| 11           | Elena Tornikidou |
| 12           | Marina Ferragut  |
| 13           | Amaya Valdemoro  |
| 14           | Érika de Souza   |
| 15           | Anna Montañana   |
| Entrenador   |                  |
| Ismael Cantó |                  |

| Campeonas de la Supercopa de España femenina de baloncesto 2008 |
| --------------------------------------------------------------- |
| Ros Casares Valencia 5.º título                                 |

| MVP:       |
| ---------- |
| Laia Palau |

| #                    | Jugadora            |
| -------------------- | ------------------- |
| 6                    | Rosa Pérez Caparrós |
| 7                    | Patricia Argüello   |
| 8                    | Lucila Pascua       |
| 9                    | Paula Seguí         |
| 10                   | María Revuelto      |
| 11                   | Cindy Lima          |
| 12                   | Kimberly Butler     |
| 13                   | Giuliana Mendiola   |
| 14                   | Eshaya Murphy       |
| 15                   | María Pina          |
| Entrenador           |                     |
| Miguel Ángel Estrada |                     |